# .348 Winchester

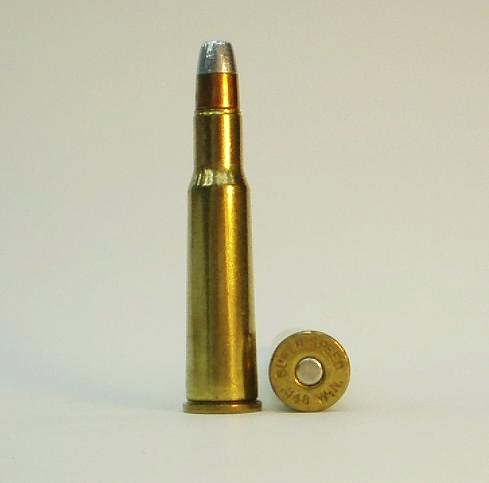
Imagen detallada del cartucho.

El .348 Winchester es un cartucho de fuego central para rifle que fue introducido en 1936 y desarrollado para el rifle de palanca Winchester Modelo 71 . El .348 fue uno de los proyectiles con aro más potentes jamás utilizados en un rifle de palanca. 

## Actuación
Es excelente para cualquier caza mayor para presas de tamaño medio en zonas de monte, especialmente con la bala de 250 granos. 

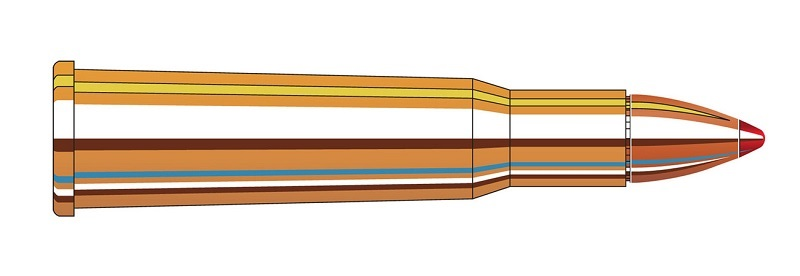
El cartucho Winchester .348.

## Dimensiones

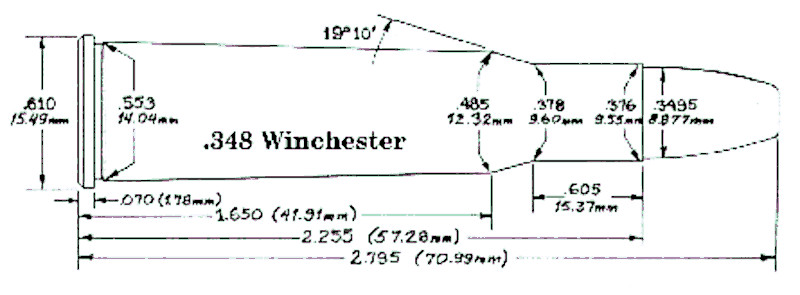